# Eduardo (football, 1982)
Pour les articles homonymes, voir Dos Reis.
Eduardo dos Reis Carvalho est un footballeur international portugais né le 19 septembre 1982 à Mirandela. Il évolue au poste de gardien de but au SC Braga.
Avec la sélection, il participe aux Coupe du monde 2010 et 2014 ainsi qu'à l'Euro en 2012 et en 2016 où il remporte la compétition.

## Biographie

### En club
Eduardo est formé au Sporting Braga où il débute avec l'équipe réserve lors de la saison 2001-2002. Il joue plus de cent matchs en cinq saisons avec l'équipe B. N'entrant toujours pas dans les plans de l'entraîneur et afin de gagner du temps de jeu, il est prêté pour la saison 2006-2007 au SC Beira-Mar où il joue régulièrement. La saison suivante, Il est de nouveau prêté au Vitória Setúbal où il est titulaire indiscutable et remporte la Coupe de la Ligue.
De retour dans son club formateur, il prend une place de titulaire et il est élu meilleur gardien de but du championnat portugais pour la saison 2008-2009. La saison suivante, il est vice-champion du Portugal derrière le Benfica Lisbonne.
En juillet 2010, il signe un contrat avec le club italien du Genoa CFC, pour un montant estimé à 4,5 millions d'euros. Après une année en Italie en tant que titulaire, il est prêté la saison suivante au Benfica Lisbonne où il joue peu. En juillet 2012, il est de nouveau prêté au İstanbul Büyükşehir Belediyesi puis la saison suivante au SC Braga.
Titulaire lors de ses deux derniers prêts, il s'engage en faveur du Dinamo Zagreb lors de l'été 2014 où il participe activant aux deux titres de champion de Croatie remporté par le club durant son passage.
Le 25 août 2016, il est transféré au Chelsea FC pour être numéro trois derrière Thibaut Courtois et Asmir Begović, puis Caballero.

### En sélection
Eduardo joue son premier match avec le Portugal le 11 février 2009 lors d'un match amical contre la Finlande. Il devient rapidement le numéro un dans les buts et écarte toutes concurrences. C'est donc logiquement qu'il fait partie du groupe pour participer à la Coupe du monde 2010 durant laquelle il est titulaire lors des trois matchs de poules puis lors des huitièmes de finale durant lesquels le Portugal est éliminé par l'Espagne, un but à zéro.
Il perd petit à petit sa place de titulaire au sein de la sélection portugaise. Il fait toutefois partie du groupe participant à l'Euro 2012 puis à la Coupe du monde en 2014 où il entre en jeu lors du troisième mach de poule contre le Ghana.
Il fait partie du groupe qui participe à l'Euro 2016. Troisième gardien dans la hiérarchie, il ne prend part à aucune rencontre lors de la compétition que le Portugal remporte.

## Statistiques
| Saison                | Club                         | Championnat           | Championnat | Championnat | Coupe nationale | Coupe nationale | Coupe de la Ligue | Coupe de la Ligue | Supercoupe | Supercoupe | Compétition(s) continentale(s) | Compétition(s) continentale(s) | Compétition(s) continentale(s) | Portugal | Portugal | Total | Total |
| Saison                | Club                         | Division              | M.          | B.          | M.              | B.              | M.                | B.                | M.         | B.         | Comp.                          | M.                             | B.                             | M.       | B.       | M.    | B.    |
| 2006-2007             | Sport Clube Beira-Mar (prêt) | Liga Sagres           | 15          | 0           | 5               | 0               | -                 | -                 | -          | -          | -                              | -                              | -                              | -        | -        | 20    | 0     |
| 2007-2008             | Vitória Setúbal (prêt)       | Liga Sagres           | 30          | 0           | 5               | 0               | 8                 | 0                 | -          | -          | -                              | -                              | -                              | -        | -        | 43    | 0     |
| 2008-2009             | Sporting Braga               | Liga Sagres           | 30          | 0           | 2               | 0               | 1                 | 0                 | -          | -          | CI+C3                          | 2+12                           | 0+0                            | 4        | 0        | 51    | 0     |
| 2009-2010             | Sporting Braga               | Liga Sagres           | 30          | 0           | 2               | 0               | -                 | -                 | -          | -          | C3                             | 2                              | 0                              | 15       | 0        | 49    | 0     |
| 2010-2011             | Genoa CFC                    | Serie A               | 37          | 0           | -               | -               | -                 | -                 | -          | -          | -                              | -                              | -                              | 8        | 0        | 45    | 0     |
| 2011-2012             | Benfica Lisbonne (prêt)      | Liga Sagres           | 1           | 0           | 3               | 0               | 5                 | 0                 | -          | -          | C1                             | -                              | -                              | 1        | 0        | 10    | 0     |
| 2012-2013             | İstanbul BB (prêt)           | Süper Lig             | 33          | 0           | -               | -               | -                 | -                 | -          | -          | -                              | -                              | -                              | 3        | 0        | 36    | 0     |
| 2013-2014             | Sporting Braga (prêt)        | Liga Sagres           | 29          | 0           | 5               | 0               | 2                 | 0                 | -          | -          | C3                             | 2                              | 0                              | 4        | 0        | 42    | 0     |
| 2014-2015             | Dinamo Zagreb                | 1. HNL                | 34          | 0           | -               | -               | -                 | -                 | 1          | 0          | C1+C3                          | 4+8                            | 0+0                            | -        | -        | 47    | 0     |
| 2015-2016             | Dinamo Zagreb                | 1. HNL                | 32          | 0           | -               | -               | -                 | -                 | -          | -          | C1                             | 12                             | 0                              | 1        | 0        | 45    | 0     |
| 206-2017              | Dinamo Zagreb                | 1. HNL                | 4           | 0           | -               | -               | -                 | -                 | -          | -          | C1                             | 4                              | 0                              | -        | -        | 8     | 0     |
| 2016-2017             | Chelsea FC                   | Premier League        | -           | -           | -               | -               | -                 | -                 | -          | -          | -                              | -                              | 0                              | 1        | 0        | 1     | 0     |
| Total sur la carrière | Total sur la carrière        | Total sur la carrière | 275         | 0           | 22              | 0               | 16                | 0                 | 1          | 0          | -                              | 46                             | 0                              | 37       | 0        | 397   | 0     |

## Palmarès

### En club
Eduardo remporte ses premiers titres dans son pays natal en soulevant la Coupe de la Ligue à deux reprises en 2008 avec le Vitória Setúbal puis en 2012 avec le Benfica Lisbonne. Entre ses deux trophées, il est vice-champion du Portugal avec le Sporting Braga en 2010.
Parti ensuite au Dinamo Zagreb, il est champion de Croatie à deux reprises en 2015 et 2016.
Coupe de la Ligue portugaise
Vainqueur :2020 avec Sp. Braga

### En sélection
Avec le Portugal, il remporte l'Euro en 2016.

### Distinctions personnelles
Élu meilleur gardien de but du championnat du Portugal de football 2008-2009.